# Reprezentacja Saint-Barthélemy w piłce nożnej mężczyzn
Reprezentacja Saint-Barthélemy w piłce nożnej nie jest członkiem Międzynarodowej Federacji Piłki Nożnej (FIFA) ani Konfederacji Piłkarskiej Ameryki Północnej, Środkowej i Karaibów (CONCACAF). Pierwszy międzynarodowy mecz, drużyna ta rozegrała w 2010 roku, przegrywając 0–3 z reprezentacją Saint-Martin.